# Car Wash (bài hát)
"Car Wash" là một đĩa đơn nhạc soul năm 1976 của ban nhạc Rose Royce cho hãng MCA Records, đây là đĩa đơn đầu tay của nhóm và là một trong những bài hát disco thành công nhất. Được sáng tác và sản xuất bởi Norman Whitfield, "Car Wash" là bài hát nền cho bộ phim Car Wash, đây là đĩa đơn thành công nhất của Rose Royce và là đĩa đơn chủ đạo cho album đầu tay của họ là Car Wash soundtrack. Bên cạnh vị trí quán quân ở Mỹ trên bảng xếp hạng Billboard pop và R&B, "Car Wash" còn vươn đến vị trí thứ 3 trên bảng xếp hạng nhạc disco. Năm 2004, bài hát được Christina Aguilera và Missy Elliott cover lại, được phát hành làm đĩa đơn cho nhạc phim của bộ phim hoạt hình Shark Tale.

## Phiên bản của Christina Aguilera và Missy Elliott
Năm 2004, bài hát được Christina Aguilera và Missy Elliott cover lại, truyền cho bài hát disco một chút giai điệu pop hiện đại. Car Wash là đĩa đơn duy nhất cho nhạc phim của bộ phim Shark Tale của hãng DreamWorks. Tại Mỹ, phiên bản này chỉ vươn đến vị trí thứ 63 trên bảng xếp hạng Billboard. Còn tại Vương quốc Liên hiệp Anh, đĩa đơn này lại trở thành một hit nằm trong top 5, đứng thứ 48 trong số các đĩa đơn bán chạy nhất năm 2004 ở Vương quốc Liên hiệp Anh với hơn 100,000 bản.

### Bảng xếp hạng
| Bảng xếp hạng (2004–05)                  | Vị trí cao nhất |
| ---------------------------------------- | --------------- |
| Úc (ARIA)                                | 2               |
| Áo (Ö3 Austria Top 40)                   | 11              |
| Bỉ (Ultratop 50 Flanders)                | 2               |
| Bỉ (Ultratop 50 Wallonia)                | 18              |
| Đan Mạch (Tracklisten)                   | 5               |
| Phần Lan (Suomen virallinen lista)       | 9               |
| Hy Lạp (Top 50 Singles Chart)            | 21              |
| Hungary (Single Top 40)                  | 8               |
| Ireland (IRMA)                           | 5               |
| Hà Lan (Single Top 100)                  | 3               |
| New Zealand (Recorded Music NZ)          | 2               |
| Na Uy (VG-lista)                         | 13              |
| Thụy Điển (Sverigetopplistan)            | 27              |
| Thụy Sĩ (Schweizer Hitparade)            | 5               |
| Anh Quốc (OCC)                           | 4               |
| Hoa Kỳ Billboard Hot 100                 | 63              |
| Hoa Kỳ Hot R&B/Hip-Hop Songs (Billboard) | 14              |

### Bảng tổng kết cuối năm
| Bảng (2004) | Thứ hạng |
| ----------- | -------- |
| Úc          | 48       |
| Hà Lan      | 62       |
| Thụy Sĩ     | 68       |
| UK          | 48       |
| Bảng (2005) | Thứ hạng |
| Thụy Sĩ     | 73       |